# 潔西卡·坦迪
潔西卡·坦迪（英語：Jessica Tandy，1909年6月7日—1994年9月11日），英國女演員，曾獲得奧斯卡最佳女主角獎，成為了奧斯卡女主角史上最年長的女性得獎者。坦迪还是仅有的24位实现表演奖大满贯的演员之一。
1990年，她確診患上卵巢癌，同時受苦於心絞痛及青光眼，儘管她患病和年齡大，她仍繼續工作，但1994年9月11日於伊斯頓逝世，享年85歲。

## 演出
- 《溫馨接送情》（Driving Miss Daisy）